# Sonata para violonchelo n.º 1 (Brahms)

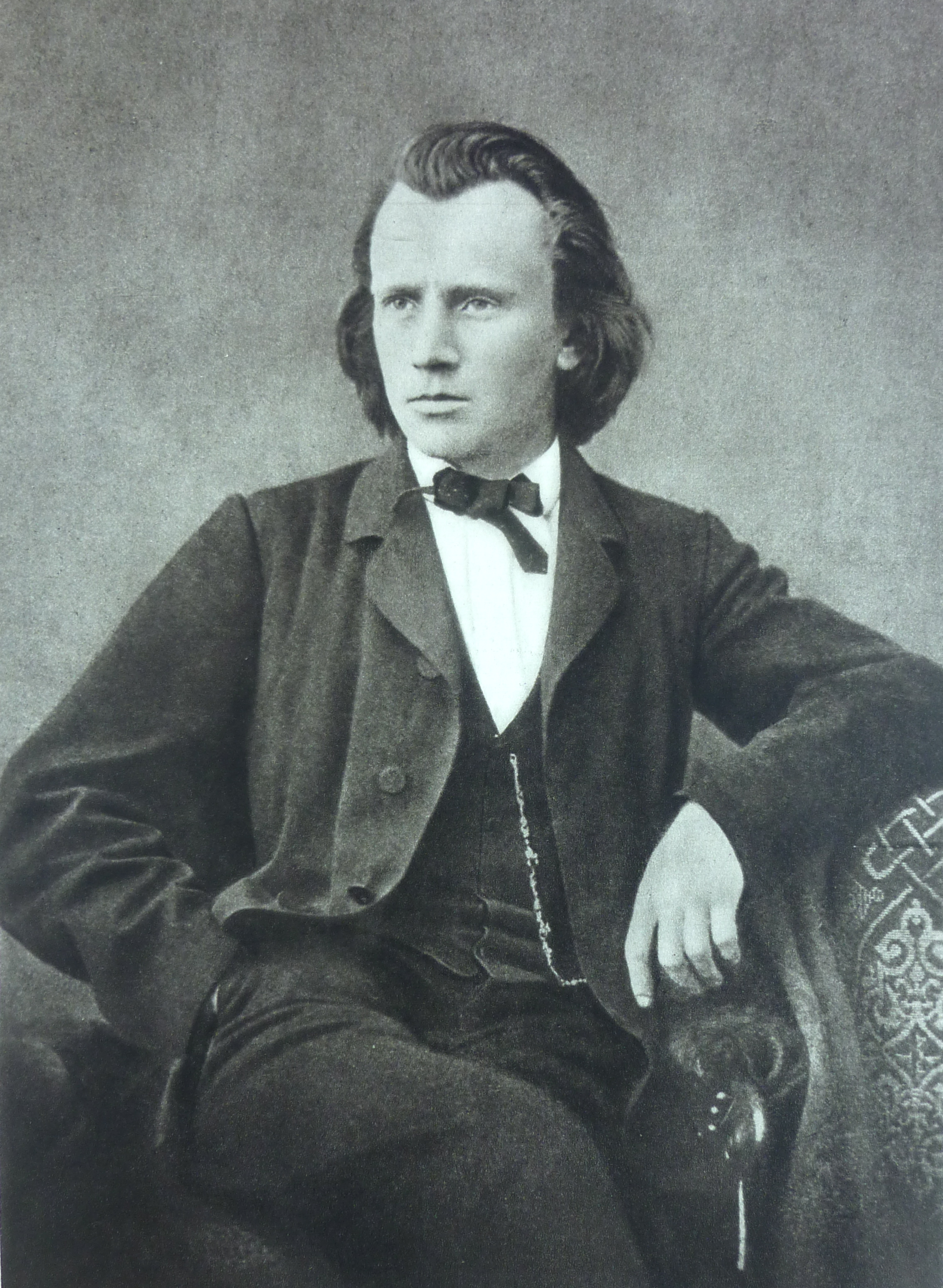
Brahms en 1866.

La Sonata para violonchelo y piano n.º 1 en mi menor, Op. 38 fue compuesta por Johannes Brahms  entre 1862 y 1865. La obra está dedicada a Josef Gänsbacher.

## Historia

### Composición
La composición se desarrolló durante el verano de 1862 en que escribió los dos primeros movimientos, así como un Adagio que fue eliminado posteriormente. En junio de 1865 terminó la composición del Finale. Este último está escrito en forma de fuga. La pieza se titula "Sonate für Klavier und Violoncello" (para piano y violonchelo) y el piano "debe ser un compañero, a menudo un líder, a menudo vigilante y considerado, pero bajo ningún concepto asume un papel puramente de acompañante".
La dedicatoria de la partitura es para Josef Gänsbacher, que era profesor de canto y violonchelista aficionado. En el curso de una interpretación privada para una audiencia de amigos, Brahms tocó tan fuerte que el digno Gänsbacher se quejó de que no podía escuchar su violonchelo en absoluto: "Suerte para ti también", gruñó Brahms, y siguió forte con el piano.

### Estreno
El estreno se celebró el 12 de febrero de 1867 en Zweite Trio-Soirée en Basilea con la interpretación de Moritz Kahnt al violonchelo y Hans von Bülow al piano. Brahms interpretó la sonata en Mannheim en julio de 1865. Posteriormente la obra fue defendida en Europa y Londres por el gran violochelista Robert Hausmann. En agradecimiento, Brahms dedicó su Sonata para violonchelo y piano n.º 2 a Hausmann.
La primera edición de la pieza fue llevada a cabo en junio de 1866 por la editorial N. Simrock en Berlín. El compositor había ofrecido la partitura a los editores Breitkopf & Härtel en 1865, quienes la rechazaron. También se la envió a N. Simrock describiéndola, en una de las declaraciones más mendaces hechas por un gran compositor sobre su propia obra, como "una sonata para violonchelo que, en lo que respecta a ambos instrumentos, ciertamente no es difícil de tocar", y se animaron a publicarla.

## Estructura y análisis musical
La obra consta de tres movimientos:
- I. Allegro non troppo, en mi menor 4
4
- II. Allegretto quasi Menuetto, en la menor – Trio, en mi mayor 3
4
- III. Allegro, en mi menor 4
4

La interpretación de esta obra dura aproximadamente entre 25 y 30 minutos. Es "un homenaje a J. S. Bach". Se percibe la influencia de Johann Sebastian Bach en que el tema principal del primer movimiento recuerda al Contrapunctus 3 y 4; y el tema fugado del último al Contrapunctus 13 de El arte de la fuga del compositor barroco.

### I.Allegro non troppo
El primer movimiento, Allegro non troppo, está escrito en la tonalidad de mi menor, en compás de 4/4 y adopta una forma sonata de línea larga. La exposición se inicia con un tema que consiste en un solo de violonchelo sobre acordes en el teclado, una melodía que gana y pierde en intensidad y dinámica, y luego pasa al teclado, donde se sigue la misma curva general sin las mismas notas; la amplitud y la calidad lírica de este pasaje son características de gran parte del movimiento. Pasamos de mi menor a do mayor a un segundo grupo sustancial de temas en primer lugar en si menor y luego en si mayor.
Esta exposición se repite, seguida de un desarrollo de la segunda mitad de la primera frase del tema de apertura, junto con una versión de la insistente quinta descendente que había acompañado a la última parte de la exposición, llegando a un pico de energía, en la que el violonchelo da saltos de dos octavas puenteados por acciaccaturas contra variantes fortissimo del tema de apertura, después de lo cual otro tema (el tema en si menor, el primer tema del segundo grupo) se escucha y varía con cierta extensión, y la música, después de otra oleada, se desvanece en el tranquilo regreso del tema de apertura. (En algunas interpretaciones, como la grabación realizada por Jacqueline du Pré y Daniel Barenboim, se interpreta que la cualidad de canción inicial significa que Brahms quiso formular el movimiento como un andante o incluso un tempo más lento). La recapitulación es bastante regular y la coda se expande. sobre el tema en si mayor – ahora en mi mayor, en cuya tonalidad se cierra el movimiento, estableciendo directamente el acorde de cierre en la tonalidad del segundo movimiento (la menor).

### II.Allegretto quasi Menuetto – Trio
El segundo movimiento, Allegretto quasi Menuetto – Trio, está en la menor que en el trío pasa a fa sostenido menor y en compás de 3/4. Los intereses musicales de Brahms, sus estudios de música desde el Renacimiento hasta los períodos Clásicos, se muestran en diferentes aspectos: editó y ayudó a publicar el Motete de dos coros de Mozart, Venite Populi, tenía una colección de sonatas de Scarlatti, y en sus composiciones, sus Motetes op. 74, su interés por la fuga y el passacaglia (fuera de la música de órgano como la Sonata n.° 8 de Josef Rheinberger, bastante rara en la era romántica), o en piezas como el minueto del Cuarteto de cuerda n.° 2, y esta. Característica de esta sección es el uso de la ornamentación que tiene un sonido barroco francés. El trío, de melodía sinuosa, presenta una figuración característica en la mano derecha del piano cuyas notas altas están constantemente al unísono ya sea con la mano izquierda del piano o con el violonchelo. El fragmento inicial al unísono del trío insinúa la mayor paralela (en comparación con la tonalidad original), antes de revelar la elección de tonalidad más inusual de la submediante elevada en modo menor. Una tercera relación cromática entre las tonalidades de un minueto o scherzo y su trío ocurre solo en otra obra de Brahms de varios movimientos: la Sinfonía n.° 1.

### III.Allegro
El tercer y último movimiento, Allegro, retoma la tonalidad inicial y el compás de 4/4. A menudo se indica como una fuga, pero es más un movimiento de sonata con secciones de fuga muy sustanciales. El tema de apertura, que se basa en Contrapunctus 13 del Kunst der Fuge, se desarrolla fugazmente hasta convertirse en el segundo grupo de temas en sol mayor, una sección que se trata de manera mucho más convencional, aunque maravillosa.
El desarrollo se abre con octavas descendentes, la primera mitad del tema de fugato, bajo declaraciones del tema del triplete que es su segunda mitad, en imitación entre piano y violonchelo. Esto lleva a do menor, en una declaración invertida de la fuga, a otra sección similar en un episodio (compás 95, basado en una parte de la apertura de la fuga que se escuchó por primera vez en el compás 16; si no es una fuga, es muy parecida) y después de una breve sección nuevamente en imitación fugaz a una sección tensa y que gana tensión en estilo sonata verdadero (compases 105–114, devolviéndonos a mi menor, nuevamente basada en la figura del compás 16) y un retorno a la tonalidad principal, el segundo tema en lugar del primero, en tresillos. Después de una repetición del segundo tema, regresa el fugato de apertura (lo que se llama sección de fuga que es parte de un movimiento más largo en lugar de una fuga en sí misma), citado en su totalidad pero permaneciendo en mi menor en lugar de modular a sol, lo que lleva a la coda.
Se ha sugerido que una sonata de Bernhard Romberg también ayudó a inspirar esta obra. Sin embargo, dado que la obra de Romberg en cuestión, su Sonata en mi menor, op. 38, fue publicada originalmente como un trío para viola y 2 violonchelos en 1826 y luego arreglada como una sonata para violonchelo y piano por Friedrich Gustav Jensen c. 1877, esta teoría es insostenible.